# Чёрная Холуница (река)
Чёрная Холуница — река в Омутнинском и Белохолуницком районах Кировской области, левый приток Вятки (бассейн Волги). Устье реки находится в 969 км по левому берегу Вятки.
Длина 94 км. Площадь водосборного бассейна — 1560 км². Ширина 5—15 м в межень и 10—35 м в паводок, скорость на перекатах до 5,5 км/ч. Дно каменистое, много перекатов.
Река берёт своё начало на отрогах Верхнекамской возвышенности в Омутнинском районе в 2 км к северо-востоку от посёлка Васильевский (Омутнинское городское поселение). Неподалёку находятся истоки Хмелёвки и Большой Бисеры. Первую половину течения течёт на север по территории Омутнинского района, затем перетекает в Белохолуницкий район, где поворачивает на северо-запад. Русло сильно извилистое. Река протекает по холмистой местности, покрытой лесами и болотами.
У посёлка Чёрная Холуница река перегорожена плотиной, где образует Чернохолуницкий пруд площадью 390 га (3-е место в области по площади), вода которого была главной движущей силой Чернохолуницкого чугуноплавильного и железоделательного завода, возникшего в 1760-х — 1770-х годах.
Помимо посёлка Чёрная Холуница на реке стоят все три населённых пункта Троицкого сельского поселения Белохолуницкого района — село Троица и посёлки Боровка и Каменное. Крупнейшие притоки — Небич, Кереч, Боровка (нижняя) и Талица (все — левые).
Впадает в Вятку выше посёлка Дубровка.

## Притоки
(указано расстояние от устья)
- 6,3 км: река Улуй (лв)
- 11 км: река Небич (лв)
- река Гнилушка (пр)
- река Сосновка (пр)
- 24 км: река Ненеха (лв)
- река Лой (пр)
- 28 км: река Кереч (лв)
- 30 км: река Боровка (лв)
- 32 км: река Талица (лв)
- река Лабазная (пр)
- 38 км: река Свинка (пр)
- 41 км: река Боровка (пр)
- 46 км: река Белая (пр)
- река Гниловка (лв)
- река Ольховка (лв)
- 57 км: река Денисовка (лв)
- река Поломка (лв)
- 62 км: река Чернушка (лв)
- река Мельников Ключ (лв)
- река Рудянка (пр)
- река Дьячковка (лв)
- река Песчанка (пр)
- 73 км: река Двойница (лв)
- река Горевка
- 79 км: река Большая Халюзная (в водном реестре — река без названия, пр)
- река Лужейная (пр)

## Данные водного реестра
По данным государственного водного реестра России относится к Камскому бассейновому округу, водохозяйственный участок реки — Вятка от истока до города Киров, без реки Чепца, речной подбассейн реки — Вятка. Речной бассейн реки — Кама.
Код объекта в государственном водном реестре — 10010300212111100030436.